# Източен отряд
Източен отряд е войсково обединение на Действуващата Руска армия в Руско-турската война (1877-1878).
Източният отряд е формиран съобразно с плана на Руското командване за заключителното настъпление във войната през декември 1877 г. – март 1878 г. В състава му са включени: Русчушки отряд, Османпазарски отряд, Еленски отряд, Долнодунавски отряд и Българско опълчение. Началник на отряда е престолонаследника Александър Александрович. След подписване на Одринското примирие началник на отряда последователно е: генерал-лейтенант Пьотър Вановски, генерала от инженерните войски Едуард Тотлебен и генерала от кавалерията Александър Дондуков-Корсаков.
Задачата е да действа срещу османските сили в Североизточна България в четириъгълника на крепостите. Превзема Търговище, Разград, Шумен и др. След подписването на Санстефанския договор части на отряда влизат в Русе и Варна. Отделни части съдействат на действията на Южния отряд на юг от Стара планина. Действията на отряда довеждат до поражение на противниковите сили в Североизточна България.